# Campeonato Paulista
Het Campeonato Paulista, ook wel Paulistão is het staatskampioenschap voetbal van São Paulo. De competitie werd in 1902 gestart en geldt als oudste voetbalcompetitie in Brazilië.
De competitie wordt georganiseerd door de Federação Paulista de Futebol en bestaat uit drie niveaus. Aan de Série A1, het hoogste niveau, nemen 20 teams deel en de bovenste acht kwalificeren zich voor een knock-outronde om het kampioenschap. De onderste vier degraderen naar de Série A2 en van de tussenliggende ploegen kwalificeren de beste vier die niet uit de steden São Paulo of Santos zelf komen zich voor het Campeonato do Interior.
De competitie geldt als de sterkste van het land en staat ook al jaren op één op de CBF-ranking. Hierdoor mag de competitie als enige van het land vier clubs afvaardigen voor de Série D, clubs die al in hogere reeksen spelen niet meegerekend. Ook mogen er zes clubs naar de Copa do Brasil. 
In 2002 organiseerde de FPF het superkampioenschap met de drie beste teams in het Torneio Rio-São Paulo van 2002 (Corinthians, São Paulo en Palmeiras) en de Paulista-kampioen van 2002 (Ituano). São Paulo won het kampioenschap.

## Geschiedenis

### Ontstaan
Charles Miller introduceerde het voetbal in São Paulo in de jaren negentig van de negentiende eeuw. Op 14 december 1901 werd de Liga Paulista de Foot-Ball (LPF) opgericht door vijf clubs: São Paulo Athletic Club, Internacional, Mackenzie, Germânia en Paulistano. Tussen april en oktober 1902 streden deze teams in de eerste editie van het Campeonato Paulista om de title, die gewonnen werd door São Paulo Athletic. Miller werd met tien goals ook de eerste topschutter van Brazilië. In tegenstelling tot buurlanden Argentinië en Uruguay was het voetbal in de begindagen enkel voor de elite.
Het voetbal werd al snel populair en Paulista, een club waar de kinderen van de rijkste families bij speelden, werd een van de sterkere teams. Na de komst van het Engelse team Corinthian, een amateurteam uit Londen dat makkelijk won van de Braziliaanse teams, werd het voetbal nog populairder en werd er zelfs een nieuwe club naar het Britse team vernoemd, Corinthians.

### Jaren 1910-1930

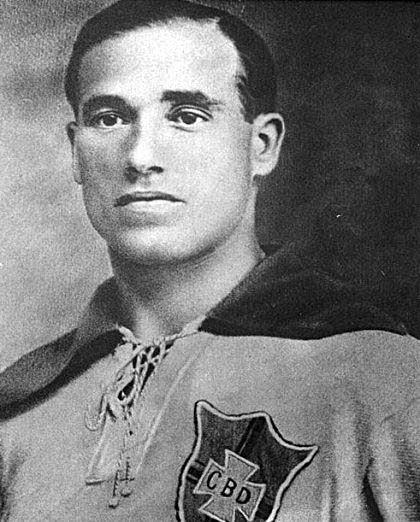
Neco, een van de eerste clubidolen van Corinthians.

De sport werd natuurlijk ook populair bij de lagere klassen van de bevolking. Dit zorgde voor een probleem bij de LPF, die vond dat voetbal een elitesport moest blijven. Hierdoor werd er een nieuwe bond opgericht, de Associação Paulista de Esportes Atléticos (APEA), die de sport promootte bij alle sociale klassen. Corinthians,Palestra Itália (een nieuwe club van Italiaanse immigranten) en Paulistano hielpen met het opzetten van de nieuwe competitie.
De LPF werd ontbonden in 1917 en tot 1926 bleef de APEA de enige voetbalbond in São Paulo. Sterkere teams, grotere supportersaantallen en sterspelers als Neco (Corinthians) en Arthur Friedenreich (Paulistano), droegen bij aan de voetbalmanie die voetbal veranderde van een buitenlandse funsport tot de meest populaire sport van het land. Er kwamen debatten of voetbal geprofessionaliseerd moest worden of puur een amateursport moest blijven. Paulistano, het best presterende team uit die tijd, weigerde om een profclub te worden en verliet de competitie om de nieuwe Liga de Amadores de Futebol (LAF) te stichten. Tot dan toe waren de meeste deelnemers uit de stad São Paulo en een paar uit Santos, maar nu kwamen er ook clubs uit kleinere steden.
Tegen 1930 waren zowel de LAF als de traditieclub Paulistano ontbonden en begon er een nieuw tijdperk voor het voetbal in São Paulo. Spelers werden profvoetballers in 1933. Corinthians en Palestra Itália begonnen met de verovering van het voetbal, maar er kwam nog een derde kaper op de kust. Enkele oud-leden van Paulistano verenigden zich met een andere ter ziele gegane amateurclub, AA das Palmeiras en richtten São Paulo FC op, deze club ging in 1935 ten onder en wordt herinnerd als São Paulo da Floresta. De voetballers fuseerden met een kleinere sportclub tot het nieuwe São Paulo FC, dat ook een grootmacht zou worden.

### Modern tijdperk
De APEA werd ontbonden in 1938 en de nieuwe profcompetitie die in 1933 van start gegaan was en al enkele naamswijzigingen ondergaan had nam op 22 april 1941 de huidige naam Federação Paulista de Futebol, (FPF) aan. São Paulo haalde Leônidas da Silva binnen en won vijf van de volgende acht titels. De populaire club Palestra Itália wijzigde in 1943 de clubnaam in Palmeiras omdat Italië de tegenstander was in de Tweede Wereldoorlog. Het voetbal groeide en in 1948 werd de tweede klasse ingevoerd wat opnieuw de kans gaf aan kleinere clubs om in de competitie te spelen. XV de Piracicaba was de eerste club die kon promoveren.

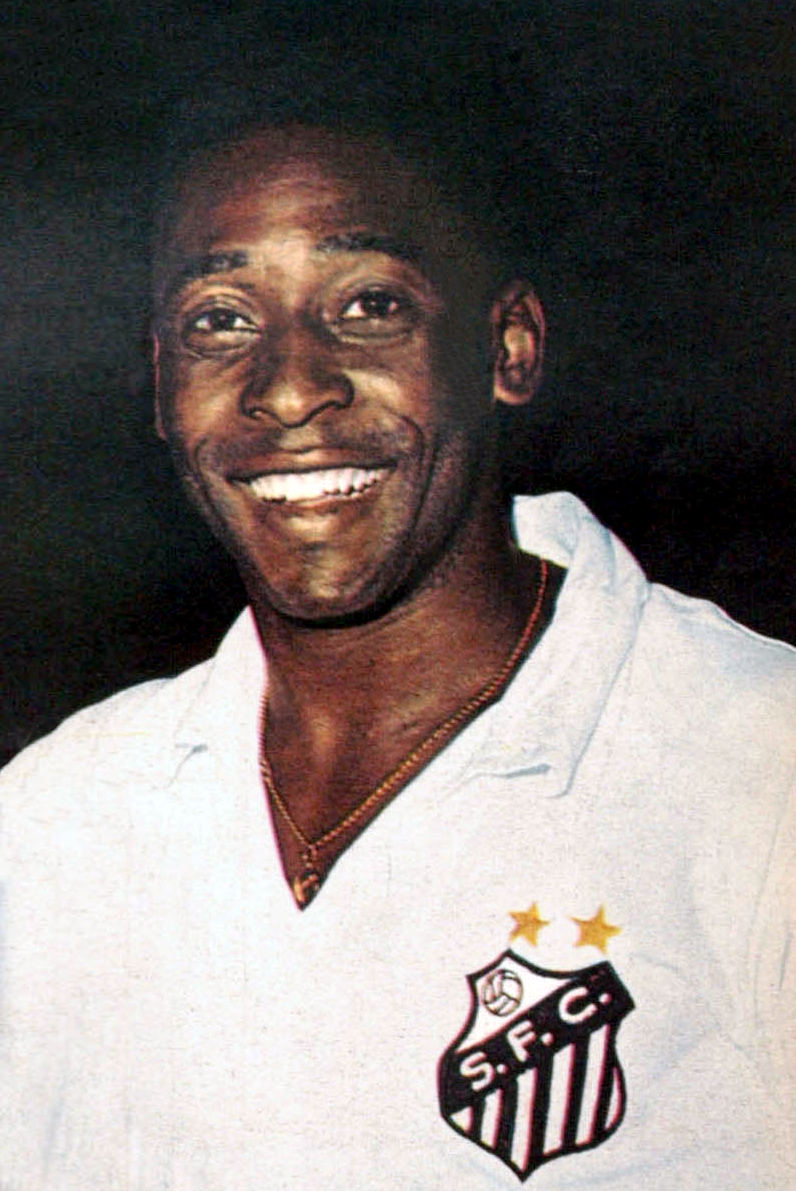
Pelé, de grootste legende van Santos.

Van 1937 tot 1954 verdeelden São Paulo, Palmeiras en Corinthians de titels onderling. Santos moest wachten op de topstatus. Na de komst van voetballegende Pelé in 1957 brak een nieuw tijdperk aan en hij hielp Santos met het winnen van negen van de twaalf volgende kampioenschappen. Tussen 1957 en 1965 werd hij elk jaar topschutter en kon in één seizoen een keer 58 keer scoren. Ook op nationaal en internationaal niveau domineerde Santos, dat zelfs twee wereldtitels binnen haalde. In de jaren zestig was Palmeiras, met Dudu en Ademir da Guia, de enige club die weerwerk kon bieden aan Santos.
Vanaf 1959 kwamen er nationale competities, waar ook de clubs uit de staat São Paulo domineerden. In 1977 won Corinthians nog eens het staatskampioenschap na een droogteperiode van 24 jaar. Begin jaren tachtig was een strijd tussen het Corinthians van Sócrates) en het São Paulo van Serginho Chulapa. Eind jaren tachtig maakten spelers als Müller en Silas het mooie weer bij São Paulo. In 1986 won Inter de Limeira de staatstitel door Palmeiras in de finale te verslaan. Het was de eerste keer dat een team buiten Santos of São Paulo de staatstitel kon winnen.
In 1990 werd de finale zelfs volledig beslecht door teams buiten de twee grote steden met Bragantino tegen Novorizontino Guarani uit de nochtans ook niet kleine stad Campinas slaagde er nooit in om de staatstitel te winnen, terwijl ze zich in 1978 wel tot landskampioen konden kronen. Palmeiras had midden jaren negentig een zeer sterk team met Rivaldo, Roberto Carlos, Edmundo, César Sampaio. Corinthians won vijf keer de titel tussen 1995 en 2003 en werd zo met 25 titels de meest succesvolle club uit de eerste honderd jaar.
Sinds 2000 boet de competitie jaar na jaar aan populariteit in. De grootste clubs behandelen de competitie als opwarmertje voor de meer lucratievere Copa Libertadores en de Série A. Toch blijft deze competitie net als anders staatscompetities in het land zijn belang behouden doordat jonge talenten zich hier kunnen ontwikkelen. In 2017 werd het aantal van twintig teams teruggebracht naar zestien.

## Nationaal niveau
Op nationaal niveau domineren de clubs van São Paulo de competitie. Bij de invoering van de Taça Brasil, de eerste nationale competitie, was Santos in 1959 finalist, en moest het afleggen tegen Bahia. Het volgende jaar werd Palmeiras landskampioen en de volgende vijf jaar werd Santos landskampioen. In 1966 werd de club vicekampioen en in 1967 was het weer Palmeiras dat feest vierde. Doordat enkel staatskampioenen hier aan mee konden doen hebben enkel deze twee teams deelgenomen aan de Taça Brasil. In 1968 nam geen team uit São Paulo deel omdat de clubs kozen voor het Torneio Roberto Gomes Pedrosa. Dit was een voortzetting van het Torneio Rio-São Paulo, uitgebreid met enkele andere sterke competities. De kleine staten mochten geen deelnemers zenden. Buiten Santos en Palmeiras speelden ook São Paulo en Corinthians alle vier de edities. Palmeiras won twee keer en werd één keer tweede, ook Santos kon een titel winnen en Corinthians werd twee keer derde. Portuguesa nam drie keer deel en ook Ponte Preta één keer.
In 1971 werd de Série A ingevoerd. Hier mochten weer alle staten meerdere vertegenwoordigers sturen. Vanaf 1986 werd de competitie drastisch ingekort en hadden niet meer alle staten recht op een deelnemer. In totaal speelden 24 clubs uit de staat ooit in de Série A. Santos en São Paulo trokken zich in seizoen 1979 terug uit de competitie maar speelden voor de rest alle seizoenen in de Série A. Corinthians, dat zich ook had teruggetrokken in 1979 degradeerde ook een keer in 2007. Palmeiras degradeerde al drie keer. Palmeiras won in 1972 en 1973 de titel en in 1977 werd São Paulo kampioen. Guarani, dat nooit de staatstitel kon winnen slaagde er wel in om in 1978 landskampioen te worden. In de jaren tachtig kon enkel São Paulo een titel winnen. De jaren negentig waren veel succesvoller met drie titels voor Corinthians, twee voor Palmeiras en een voor São Paulo. Santos won in 2002 en 2004 de landstitel, Corinthians in 2005 en 2011 en São Paulo drie keer op rij van 2006 tot 2008. Portuguesa speelde van in het begin tot 2002 met enkele onderbrekingen in de Série A en werd in 1996 vicekampioen. In 2008 keerde de club voor één seizoen terug en daarna van 2012 tot 2013, hierna degradeerde de club twee keer op rij en in 2015 degradeerde de club ook uit het Campeonato Paulista. Guarani speelde van 1973 tot 2004 met enkele onderbrekingen in de Série A en keerde terug in 2010. De club speelt nog steeds in de Série C, maar degradeerde in 2013 wel al uit het Campeonato Paulista. Stadsgenoot Ponte Preta speelde van 1976 tot 1986 met uitzondering van seizoen 1979 in de Série A en van 1998 tot 2006, van 2012 tot 2013 en opnieuw vanaf 2015 in de Série A. Palmeiras won in 2016 voor de negende keer de landstitel, Corinthians in 2017 voor de zevende keer. In 2019 werd Palmeiras opnieuw kampioen.
Na 1986 konden nog enkele clubs in de hoogste klasse spelen buiten de grote clubs. Botafogo FC, Inter de Limeira en União São João speelden nog enkele seizoenen in de Série A. Bragantino speelde van 1990 tot 1998 in de Série A en werd in 1991 zelfs vicekampioen. In 2000 werd AD São Caetano vicekampioen, hoewel de club technisch gezien dat jaar niet in de Série A speelde, maar de Copa João Havelange, die dat jaar de competitie was had een ingewikkeld systeem. Een jaar later werd de club wel vicekampioen en in 2002 verloor de club zelfs de finale van de Copa Libertadores. In 2006 degradeerde de snel opgeklommen club uit de Série A en in 2013 ook uit de Série B en een jaar later zelfs uit de Série C, een jaar eerder degradeerde de club ook uit het Campeonato Paulista. In 2019 promoveerde Bragantino weer naar de Série A.
30 clubs speelden tot dusver in de Série B, Ponte Preta is hier met 21 seizoenen de koploper, gevolgd door Botafogo, Bragantino, XV de Piracicaba en Juventus. Mogi Mirim degradeerde hier in 2015 uit. In 2016 degradeerde Bragantino ook uit de Série B, maar in 2018 kon de club weer promotie afdwingen samen met staatsgenoot Botafogo FC. In 2020 degradeerden Botafogo en Oeste, na acht jaar. In 2021 slaagden Ituano en Novorizontino erin om naar de Série B te promoveren. 
Meer dan 40 clubs speelden al in de Série C, Rio Branco is hier met 14 seizoenen de koploper. In 2016 degradeerde Portuguesa twee seizoenen na de val uit Série B ook uit de Série C, alsook Guaratinguetá. São Bento kon dan wel weer promoveren vanuit de Série D en versierde in 2017 zelfs een tweede promotie op rij, maar degradeerde in 2019 wel weer. Dat jaar kon ook Ituano promotie afdwingen naar de Série C. In 2020 degradeerde São Bento opnieuw, terwijl Mirassol en Novorizontino uit de Série D konden promoveren. In 2021 volgde voor Oeste een tweede degradatie op rij. Ferroviária kon in 2023 promotie afdwingen naar de Série C. 

## Overzicht
| Seizoen    | Winnaar                       | Vicekampioen                   | Topschutter                                             | Team                                                    | Goals |
| ---------- | ----------------------------- | ------------------------------ | ------------------------------------------------------- | ------------------------------------------------------- | ----- |
| 1902 LPF   | São Paulo Athletic (1)        | Paulistano                     | Charles Miller                                          | São Paulo Athletic                                      | 10    |
| 1903 LPF   | São Paulo Athletic (2)        | Paulistano                     | Álvaro en Boyes                                         | Paulistano en São Paulo Athletic                        | 4     |
| 1904 LPF   | São Paulo Athletic (3)        | Paulistano                     | Charles Miller                                          | São Paulo Athletic                                      | 9     |
| 1905 LPF   | Paulistano (1)                | Germânia                       | Hermann Friese                                          | Germânia                                                | 14    |
| 1906 LPF   | Germânia (1)                  | Internacional                  | Fuller                                                  | Germânia                                                | 4     |
| 1907 LPF   | Internacional (1)             | Americano en Paulistano        | Léo                                                     | Internacional                                           | 8     |
| 1908 LPF   | Paulistano (2)                | Germânia                       | Peres                                                   | Paulistano                                              | 6     |
| 1909 LPF   | AA das Palmeiras (1)          | Paulistano                     | Bibi                                                    | Paulistano                                              | 9     |
| 1910 LPF   | AA das Palmeiras (2)          | Americano                      | Boyes, Eurico, Rubens Salles                            | São Paulo Athletic, AA das Palmeiras, Paulistano        | 10    |
| 1911 LPF   | São Paulo Athletic (4)        | Americano                      | Décio                                                   | Americano                                               | 7     |
| 1912 LPF   | Americano (1)                 | Paulistano                     | Arthur Friedenreich                                     | Mackenzie                                               |       |
| 1913 APEA  | Paulistano (3)                | Mackenzie                      | José Pedro, Luiz Alves, Renato, Whatley, Luiz, Mesquita | Eerste vier van Mackenzie, AA das Palmeiras, Paulistano | 3     |
| 1913 LPF   | Americano (2)                 | Ypiranga                       | Décio                                                   | Americano                                               | 7     |
| 1914 APEA  | São Bento (1)                 | Paulistano                     | Arthur Friedenreich                                     | Paulistano                                              | 12    |
| 1914 LPF   | Corinthians (1)               | Campos Elíseos                 | Neco                                                    | Corinthians                                             | 12    |
| 1915 APEA  | AA das Palmeiras (3)          | Mackenzie                      | Nazaré                                                  | AA das Palmeiras                                        | 13    |
| 1915 LPF   | Corinthians (2)               | São Paulo Athletic             | Facchini                                                | Campos Elíseos                                          | 17    |
| 1916 LPF   | Germânia (2)                  | Campos Elíseos                 | Aparicio                                                | Corinthians                                             | 7     |
| 1916 APEA  | Paulistano (4)                | São Bento                      | Mariano                                                 | Paulistano                                              | 8     |
| 1917 APEA  | Paulistano (5)                | Palestra Italia                | Arthur Friedenreich                                     | Ypiranga                                                | 15    |
| 1918 APEA  | Paulistano (6)                | Corinthians                    | Arthur Friedenreich                                     | Paulistano                                              | 25    |
| 1919 APEA  | Paulistano (7)                | Palestra Italia                | Arthur Friedenreich                                     | Ypiranga                                                | 26    |
| 1920 APEA  | Palestra Italia (1)           | Paulistano                     | Neco                                                    | Corinthians                                             | 24    |
| 1921 APEA  | Paulistano (8)                | Corinthians en Palestra Italia | Arthur Friedenreich                                     | Paulistano                                              | 33    |
| 1922 APEA  | Corinthians (3)               | Palestra Italia                | Gambarotta                                              | Corinthians                                             | 19    |
| 1923 APEA  | Corinthians (4)               | Palestra Italia                | Feitiço                                                 | São Bento                                               | 18    |
| 1924 APEA  | Corinthians (5)               | Paulistano                     | Feitiço                                                 | São Bento                                               | 14    |
| 1925 APEA  | São Bento (2)                 | Corinthians en Paulistano      | Feitiço                                                 | São Bento                                               | 10    |
| 1926 LAF   | Paulistano (9)                | Germânia                       | Filó                                                    | Paulistano                                              | 16    |
| 1926 APEA  | Palestra Italia(2)            | Auto                           | Heitor                                                  | Palestra Italia                                         | 18    |
| 1927 LAF   | Paulistano (10)               | Espanha                        | Arthur Friedenreich                                     | Paulistano                                              | 13    |
| 1927 APEA  | Palestra Italia (3)           | Santos                         | Araken                                                  | Santos                                                  | 31    |
| 1928 LAF   | Internacional (2)             | Paulistano                     | Arthur Friedenreich                                     | Paulistano                                              | 16    |
| 1928 APEA  | Corinthians (6)               | Santos                         | Heitor                                                  | Palestra Italia                                         | 16    |
| 1929 LAF   | Paulistano (11)               | Internacional                  | Arthur Friedenreich                                     | Paulistano                                              | 16    |
| 1929 APEA  | Corinthians (7)               | Santos                         | Feitiço                                                 | Santos                                                  | 12    |
| 1930 APEA  | Corinthians (8)               | São Paulo da Floresta          | Feitiço                                                 | Santos                                                  | 37    |
| 1931 APEA  | São Paulo (1)                 | Palestra Italia en Santos      | Feitiço                                                 | Santos                                                  | 39    |
| 1932 APEA  | Palestra Italia (4)           | São Paulo da Floresta          | Romeu                                                   | Palestra Italia                                         | 18    |
| 1933 APEA  | Palestra Italia (5)           | São Paulo da Floresta          | Waldemar de Brito                                       | São Paulo da Floresta                                   | 21    |
| 1934 APEA  | Palestra Italia (6)           | São Paulo da Floresta          | Romeu                                                   | Palestra Italia                                         | 13    |
| 1935 APEA  | Portuguesa (1)                | Ypiranga                       | Figueiredo                                              | Ypiranga                                                | 19    |
| 1935 LPF   | Santos (1)                    | Palestra Italia                | Teleco                                                  | Corinthians                                             | 9     |
| 1936 APEA  | Portuguesa (2)                | Ypiranga                       | Carioca                                                 | Portuguesa                                              | 18    |
| 1936 LPF   | Palestra Italia (7)           | Corinthians                    | Teleco                                                  | Corinthians                                             | 28    |
| 1937 LPF   | Corinthians (9)               | Palestra Italia                | Teleco                                                  | Corinthians                                             | 15    |
| 1938 LFESP | Corinthians (10)              | São Paulo                      | Elyseo                                                  | São Paulo                                               | 13    |
| 1939 LFESP | Corinthians (11)              | Palestra Italia                | Teleco                                                  | Corinthians                                             | 32    |
| 1940 LFESP | Palestra Italia (8)           | Portuguesa                     | Peixe                                                   | Ypiranga                                                | 21    |
| 1941       | Corinthians (12)              | São Paulo                      | Teleco                                                  | Corinthians                                             | 26    |
| 1942       | Palmeiras (9)                 | Corinthians                    | Milani                                                  | Corinthians                                             | 24    |
| 1943       | São Paulo (2)                 | Corinthians                    | Hércules                                                | Corinthians                                             | 19    |
| 1944       | Palmeiras (10)                | São Paulo                      | Luizinho                                                | São Paulo                                               | 22    |
| 1945       | São Paulo (3)                 | Corinthians                    | Passarinho en Servilio                                  | SPR (Nacional) en Corinthians                           | 17    |
| 1946       | São Paulo (4)                 | Corinthians                    | Servilio                                                | Corinthians                                             | 19    |
| 1947       | Palmeiras (11)                | Corinthians                    | Servilio                                                | Corinthians                                             | 19    |
| 1948       | São Paulo (5)                 | Santos                         | Cilas                                                   | Ypiranga                                                | 19    |
| 1949       | São Paulo (6)                 | Palmeiras                      | Friaça                                                  | São Paulo                                               | 24    |
| 1950       | Palmeiras (12)                | São Paulo en Santos            | Pinga                                                   | Portuguesa                                              | 22    |
| 1951       | Corinthians (13)              | Palmeiras                      | Carbone                                                 | Corinthians                                             | 30    |
| 1952       | Corinthians (14)              | São Paulo                      | Baltazar                                                | Corinthians                                             | 27    |
| 1953       | São Paulo (7)                 | Palmeiras                      | Humberto                                                | Palmeiras                                               | 22    |
| 1954       | Corinthians (15)              | Palmeiras                      | Humberto                                                | Palmeiras                                               | 36    |
| 1955       | Santos (2)                    | Corinthians                    | Del Vecchio                                             | Santos                                                  | 23    |
| 1956       | Santos (3)                    | São Paulo                      | Zezinho                                                 | São Paulo                                               | 16    |
| 1957       | São Paulo (8)                 | Santos                         | Pelé                                                    | Santos                                                  | 17    |
| 1958       | Santos (4)                    | São Paulo                      | Pelé                                                    | Santos                                                  | 58    |
| 1959       | Palmeiras (13)                | Santos                         | Pelé                                                    | Santos                                                  | 44    |
| 1960       | Santos (5)                    | Portuguesa                     | Pelé                                                    | Santos                                                  | 34    |
| 1961       | Santos (6)                    | Palmeiras                      | Pelé                                                    | Santos                                                  | 47    |
| 1962       | Santos (7)                    | São Paulo en Corinthians       | Pelé                                                    | Santos                                                  | 37    |
| 1963       | Palmeiras (14)                | São Paulo                      | Pelé                                                    | Santos                                                  | 22    |
| 1964       | Santos (8)                    | Palmeiras                      | Pelé                                                    | Santos                                                  | 34    |
| 1965       | Santos (9)                    | Palmeiras                      | Pelé                                                    | Santos                                                  | 49    |
| 1966       | Palmeiras (15)                | Corinthians                    | Toninho Guerreiro                                       | Santos                                                  | 27    |
| 1967       | Santos (10)                   | São Paulo                      | Flávio                                                  | Corinthians                                             | 21    |
| 1968       | Santos (11)                   | Corinthians                    | Téia                                                    | Ferroviária                                             | 20    |
| 1969       | Santos (12)                   | Palmeiras                      | Pelé                                                    | Santos                                                  | 26    |
| 1970       | São Paulo (9)                 | Palmeiras en Ponte Preta       | Toninho Guerreiro                                       | São Paulo                                               | 13    |
| 1971       | São Paulo (10)                | Palmeiras                      | César Maluco                                            | Palmeiras                                               | 18    |
| 1972       | Palmeiras (16)                | São Paulo                      | Toninho Guerreiro                                       | São Paulo                                               | 17    |
| 1973       | Santos (13) en Portuguesa (3) | Palmeiras                      | Pelé                                                    | Santos                                                  | 11    |
| 1974       | Palmeiras (17)                | Corinthians                    | Geraldão                                                | Botafogo FC                                             | 23    |
| 1975       | São Paulo (11)                | Portugesa                      | Serginho Chulapa                                        | São Paulo                                               | 22    |
| 1976       | Palmeiras (18)                | XV de Piracicaba               | Sócrates                                                | Botafogo FC                                             | 15    |
| 1977       | Corinthians (16)              | Ponte Preta                    | Serginho Chulapa                                        | São Paulo                                               | 32    |
| 1978       | Santos (14)                   | São Paulo                      | Juari                                                   | Santos                                                  | 29    |
| 1979       | Corinthians (17)              | Ponte Preta                    | Luis Fernando                                           | América (SP)                                            | 27    |
| 1980       | São Paulo (12)                | Santos                         | Edmar                                                   | Taubaté                                                 | 17    |
| 1981       | São Paulo (13)                | Ponte Preta                    | Jorge Mendonça                                          | Guarani                                                 | 38    |
| 1982       | Corinthians (18)              | São Paulo                      | Walter Casagrande                                       | Corinthians                                             | 28    |
| 1983       | Corinthians (19)              | São Paulo                      | Serginho Chulapa                                        | Santos                                                  | 22    |
| 1984       | Santos (15)                   | Corinthians                    | Chiquinho en Serginho Chulapa                           | Botafogo FC en Santos                                   | 16    |
| 1985       | São Paulo (14)                | Portuguesa                     | Careca                                                  | São Paulo                                               | 23    |
| 1986       | Internacional de Limeira (1)  | Palmeiras                      | Kita                                                    | Internacional de Limeira                                | 23    |
| 1987       | São Paulo (15)                | Corinthians                    | Edmar                                                   | Corinthians                                             | 19    |
| 1988       | Corinthians (20)              | Guarani                        | Evair                                                   | Guarani                                                 | 19    |
| 1989       | São Paulo (16)                | São José                       | Toni en Toquinho                                        | São José en Portuguesa                                  | 13    |
| 1990       | Bragantino (1)                | Novorizontino                  | Alberto, Rubem, Volnei                                  | Ituano, Guarani, Ferroviária                            | 12    |
| 1991       | São Paulo (17)                | Corinthians                    | Raí                                                     | São Paulo                                               | 20    |
| 1992       | São Paulo (18)                | Palmeiras                      | Válber                                                  | Mogi Mirim                                              | 17    |
| 1993       | Palmeiras (19)                | Corinthians                    | Viola                                                   | Corinthians                                             | 20    |
| 1994       | Palmeiras (20)                | São Paulo en Corinthians       | Evair                                                   | Palmeiras                                               | 23    |
| 1995       | Corinthians (21)              | Palmeiras                      | Bentinho en Paulinho McLaren                            | São Paulo en Portuguesa                                 | 20    |
| 1996       | Palmeiras (21)                | São Paulo                      | Giovanni                                                | Santos                                                  | 24    |
| 1997       | Corinthians (22)              | São Paulo                      | Dodô                                                    | São Paulo                                               | 19    |
| 1998       | São Paulo (19)                | Corinthians                    | França                                                  | São Paulo                                               | 12    |
| 1999       | Corinthians (23)              | Palmeiras                      | Alex                                                    | Mogi Mirim                                              | 12    |
| 2000       | São Paulo (20)                | Santos                         | França                                                  | São Paulo                                               | 18    |
| 2001       | Corinthians (24)              | Botafogo FC                    | Washington                                              | Ponte Preta                                             | 16    |
| 2002       | Ituano (1)                    | União São João                 | Alex Alves                                              | Juventus                                                | 17    |
| 2003       | Corinthians (25)              | São Paulo                      | Luís Fabiano                                            | São Paulo                                               | 8     |
| 2004       | São Caetano (1)               | Paulista                       | Vágner Love                                             | Palmeiras                                               | 12    |
| 2005       | São Paulo (21)                | Corinthians                    | Finazzi                                                 | América (SP)                                            | 17    |
| 2006       | Santos (16)                   | São Paulo                      | Nilmar                                                  | Corinthians                                             | 18    |
| 2007       | Santos (17)                   | São Caetano                    | Somália                                                 | São Caetano                                             | 13    |
| 2008       | Palmeiras (22)                | Ponte Preta                    | Alex Mineiro                                            | Palmeiras                                               | 15    |
| 2009       | Corinthians (26)              | Santos                         | Pedrão                                                  | Grêmio Barueri                                          | 15    |
| 2010       | Santos (18)                   | Santo André                    | Ricardo Bueno                                           | Oeste                                                   | 16    |
| 2011       | Santos (19)                   | Corinthians                    | Elano en Liédson                                        | Santos en Corinthians                                   | 11    |
| 2012       | Santos (20)                   | Guarani                        | Neymar                                                  | Santos                                                  | 20    |
| 2013       | Corinthians (27)              | Santos                         | William                                                 | Ponte Preta                                             | 13    |
| 2014       | Ituano (2)                    | Santos                         | Alan Kardec                                             | Palmeiras                                               | 9     |
| 2015       | Santos (21)                   | Palmeiras                      | Ricardo Oliveira                                        | Santos                                                  | 11    |
| 2016       | Santos (22)                   | Audax                          | Roger                                                   | Red Bull Brasil                                         | 11    |
| 2017       | Corinthians (28)              | Ponte Preta                    | Gilberto William Pottker                                | São Paulo Ponte Preta                                   | 9     |
| 2018       | Corinthians (29)              | Palmeiras                      | Miguel Borja                                            | Palmeiras                                               | 7     |
| 2019       | Corinthians (30)              | São Paulo                      | Rafael Costa Diego Cardoso Ytalo Jean Mota              | Botafogo Guarani Red Bull Brasil Santos                 | 7     |
| 2020       | Palmeiras (23)                | Corinthians                    | Ytalo                                                   | Red Bull Bragantino                                     | 7     |
| 2021       | São Paulo (22)                | Palmeiras                      | Bruno Mezenga                                           | Ferroviária                                             | 9     |
| 2022       | Palmeiras (24)                | São Paulo                      | Ronaldo                                                 | Inter de Limeira                                        | 9     |
| 2023       | Palmeiras (25)                | Água Santa                     | Giuliano Galoppo Róger Guedes                           | São Paulo Corinthians                                   | 8     |
| 2024       | Palmeiras (26)                | Santos                         | Flaco López                                             | Palmeiras                                               | 10    |
| 2025       | Corinthians (31)              | Palmeiras                      | Guilherme                                               | Santos                                                  | 10    |

- LPF — Liga Paulista de Foot-Ball
- APEA — Associação Paulista de Esportes Atléticos
- LAF — Liga Amadores de Futebol
- LFESP — Liga de Futebol do Estado de São Paulo
- Sinds 1941 1941 werden alle edities georganiseerd door de FPF — Federação Paulista de Futebol

## Titels per club
| Club                                  | Stad               | Titels | Seizoenen |
| ------------------------------------- | ------------------ | ------ | --- |
| Corinthians                           | São Paulo          | 31     | 1914, 1916, 1922, 1923, 1924, 1928, 1929, 1930, 1937, 1938, 1939, 1941, 1951, 1952, 1954, 1977, 1979, 1982, 1983, 1988, 1995, 1997, 1999, 2001, 2003, 2009, 2013, 2017, 2018, 2019, 2025 |
| Palmeiras (Palestra Italia voor 1942) | São Paulo          | 26     | 1920, 1926, 1927, 1932, 1933, 1934, 1936, 1940, 1942, 1944, 1947, 1950, 1959, 1963, 1966, 1972, 1974, 1976, 1993, 1994, 1996, 2008, 2020, 2022, 2023, 2024                               |
| Santos                                | Santos             | 22     | 1935, 1955, 1956, 1958, 1960, 1961, 1962, 1964, 1965, 1967, 1968, 1969, 1973, 1978, 1984, 2006, 2007, 2010, 2011, 2012, 2015, 2016                                                       |
| São Paulo                             | São Paulo          | 22     | 1931, 1943, 1945, 1946, 1948, 1949, 1953, 1957, 1970, 1971, 1975, 1980, 1981, 1985, 1987, 1989, 1991, 1992, 1998, 2000, 2005, 2021                                                       |
| Paulistano                            | São Paulo          | 11     | 1905, 1908, 1913, 1916, 1917, 1918, 1919, 1921, 1926, 1927, 1929 |
| São Paulo Athletic Club               | São Paulo          | 4      | 1902, 1903, 1904, 1911 |
| Portuguesa                            | São Paulo          | 3      | 1935, 1936, 1973 |
| AA das Palmeiras                      | São Paulo          | 3      | 1909, 1910, 1915 |
| Ituano                                | Itu                | 2      | 2002, 2014 |
| Americano                             | São Paulo          | 2      | 1912, 1913 |
| Germânia                              | São Paulo          | 2      | 1906, 1915 |
| Internacional                         | São Paulo          | 2      | 1907, 1928 |
| AA São Bento                          | São Paulo          | 2      | 1914, 1925 |
| São Caetano                           | São Caetano do Sul | 1      | 2004 |
| Internacional de Limeira              | Limeira            | 1      | 1986 |
| Bragantino                            | Bragança Paulista  | 1      | 1990 |

## Eeuwige ranglijst
Vetgedrukt de clubs die in 2025 in de hoogste klasse spelen. 
| Club                           | Stad                  | /124 | Periode (1902-2025)                                                     |
| ------------------------------ | --------------------- | ---- | ----------------------------------------------------------------------- |
| Corinthians                    | São Paulo             | 111  | 1913-1914, 1916-2001, 2003-                                             |
| Santos                         | Santos                | 110  | 1913, 1916-2001, 2003-                                                  |
| Palmeiras                      | São Paulo             | 109  | 1916-2001, 2003-                                                        |
| São Paulo                      | São Paulo             | 95   | 1930-2001, 2003-                                                        |
| Portuguesa                     | São Paulo             | 95   | 1920-1936, 1938-2001, 2003-2006, 2008-2012, 2014-2015, 2023-            |
| Guarani                        | Campinas              | 72   | 1927-1931, 1950-2001, 2003-2006, 2008-2009, 2012-2013, 2019-            |
| Juventus                       | São Paulo             | 71   | 1930-1932, 1935-1954, 1956-1993, 1995-1998, 2002-2004, 2006-2008        |
| Ponte Preta                    | Campinas              | 60   | 1928-1929, 1951-1960, 1970-1987, 1990-1995, 2000-2001, 2003-2022, 2024- |
| Botafogo                       | Ribeirão Preto        | 60   | 1957-1993, 1996-1997, 2000-2003, 2009-                                  |
| Portuguesa Santista            | Santos                | 50   | 1929, 1935-1953, 1956-1961, 1965-1978, 1997-2006                        |
| Ferroviária                    | Araraquara            | 48   | 1956-1965, 1967-1996, 2016-2023                                         |
| Ypiranga                       | São Paulo             | 46   | 1910-1936, 1938-1954, 1957-1958                                         |
| XV de Piracicaba               | Piracicaba            | 46   | 1949-1965, 1968-1980, 1984-1993, 1995, 2012-2016                        |
| América                        | São José do Rio Preto | 44   | 1958-1960, 1964-1997, 2000, 2002-2007                                   |
| EC São Bento                   | Sorocaba              | 38   | 1963-1991, 2006-2007, 2015-2019, 2021, 2023                             |
| Noroeste                       | Bauru                 | 38   | 1954-1966, 1971-1981, 1985, 1987-1993, 2006-2009, 2011, 2025-           |
| Comercial FC                   | Ribeirão Preto        | 30   | 1927, 1959-1968, 1970-1986, 2012, 2014                                  |
| Jabaquara                      | Santos                | 30   | 1927-1929, 1935-1952, 1955-1963                                         |
| Ituano                         | Itu                   | 30   | 1990-1994, 1998-1999, 2002-2024                                         |
| Inter de Limeira               | Limeira               | 29   | 1979-1993, 1997-2003, 2005, 2020-                                       |
| Santo André                    | Santo André           | 29   | 1982-1994, 2002-2007, 2009-2011, 2017-2018, 2020-2024                   |
| Mogi Mirim                     | Mogi Mirim            | 28   | 1986-1994, 1996-2006, 2009-2016                                         |
| Internacional                  | São Paulo             | 28   | 1902-1909, 1912-1915, 1917-1932                                         |
| Paulista                       | Jundiaí               | 28   | 1926-1929, 1969-1978, 1985-1986, 2003-2014                              |
| Paulistano                     | São Paulo             | 28   | 1902-1929                                                               |
| Germânia                       | São Paulo             | 27   | 1902-1916, 1921-1932                                                    |
| Red Bull Bragantino            | Bragança Paulista     | 26   | 1966, 1989-1995, 2006-2015, 2018-                                       |
| XV de Jaú                      | Jaú                   | 26   | 1952-1959, 1977-1993, 1996                                              |
| Marília                        | Marília               | 25   | 1972-1985, 1991-1993, 2003-2009, 2015                                   |
| Nacional                       | São Paulo             | 23   | 1936-1953, 1956-1959, 1974                                              |
| AA das Palmeiras               | São Paulo             | 22   | 1904-1906, 1909-1910, 1913-1929                                         |
| AA São Bento                   | São Paulo             | 19   | 1914-1919, 1921-1933                                                    |
| Rio Branco EC                  | Americana             | 18   | 1991-2007                                                               |
| União São João                 | Araras                | 18   | 1988-2005                                                               |
| Comercial FC                   | São Paulo             | 16   | 1939-1949, 1951-1953, 1958-1959                                         |
| São Caetano                    | São Caetano do Sul    | 16   | 1993, 2001, 2003-2013, 2018-2019, 2021                                  |
| Mirassol                       | Mirassol              | 15   | 2008-2013, 2017-                                                        |
| Linense                        | Lins                  | 13   | 1953-1957, 2011-2018                                                    |
| Sírio                          | São Paulo             | 13   | 1921-1926, 1928-1934                                                    |
| Taubaté                        | Taubaté               | 13   | 1955-1962, 1980-1984                                                    |
| Mackenzie College              | São Paulo             | 13   | 1902-1906, 1912-1919                                                    |
| Minas Gerais                   | São Paulo             | 13   | 1914-1916, 1918-1927                                                    |
| São José                       | São José dos Campos   | 12   | 1981-1983, 1988-1993, 1997-1999                                         |
| Grêmio Esportivo Novorizontino | Novo Horizonte        | 11   | 1986-1996                                                               |
| São Paulo Athletic             | São Paulo             | 11   | 1902-1912                                                               |
| Oeste                          | Barueri               | 10   | 2004, 2009-2014, 2016, 2019-2020                                        |
| São Bernardo                   | São Bernardo do Campo | 10   | 2011, 2013-2017, 2021-                                                  |
| Grêmio Novorizontino           | Novo Horizonte        | 9    | 2016-2022, 2024-                                                        |
| Americano                      | São Paulo             | 8    | 1907-1913, 1916                                                         |
| Araçatuba                      | Araçatuba             | 8    | 1992-1993, 1995-2000                                                    |
| União Agrícola Barbarense      | Santa Bárbara d'Oeste | 8    | 1999-2005, 2013                                                         |
| Atlético Santista              | Santos                | 7    | 1926-1932                                                               |
| Prudentina                     | Presidente Prudente   | 6    | 1962-1967                                                               |
| Rio Claro                      | Rio Claro             | 6    | 2007-2008, 2010, 2014-2016                                              |
| Água Santa                     | Diadema               | 6    | 2016, 2020, 2021-                                                       |
| Guaratinguetá                  | Guaratinguetá         | 5    | 2007-2009, 2001-2012                                                    |
| Catanduvense                   | Catanduva             | 5    | 1989-1993                                                               |
| Francana                       | Franca                | 5    | 1978-1982                                                               |
| Barueri                        | Presidente Prudente   | 5    | 2007-2011                                                               |
| Matonense                      | Matão                 | 5    | 1998-2002                                                               |
| Red Bull Brasil                | Campinas              | 5    | 2015-2019                                                               |
| Atlético Sorocaba              | Sorocaba              | 4    | 2004-2005, 2013-2014                                                    |
| Antárctica                     | São Paulo             | 4    | 1926-1929                                                               |
| Esportiva Guaratinguetá        | Guaratinguetá         | 4    | 1961-1964                                                               |
| Independência                  | São Paulo             | 4    | 1926-1929                                                               |
| Audax                          | Osasco                | 4    | 2014-2017                                                               |
| AA São Bento                   | São Caetano do Sul    | 4    | 1954-1957                                                               |
| Campos Elíseos                 | São Paulo             | 3    | 1914-1916                                                               |
| Olímpia                        | Olímpia               | 3    | 1991-1993                                                               |
| CA Paulista                    | São Paulo             | 3    | 1934-1936                                                               |
| Penapolense                    | Penápolis             | 3    | 2013-2015                                                               |
| Sertãozinho                    | Sertãozinho           | 3    | 2007-2008, 2010                                                         |
| Sãocarlense                    | São Carlos            | 3    | 1991-1993                                                               |
| SC Luzitano                    | São Paulo             | 3    | 1914-1916                                                               |
| Taquaritinga                   | Taquaritinga          | 3    | 1983-1984, 1993                                                         |
| Sílex                          | São Paulo             | 3    | 1926-1927, 1929                                                         |
| Sportivo América               | São Paulo             | 3    | 1930-1931                                                               |
| Luzitano FC                    | São Paulo             | 3    | 1936-1938                                                               |
| Velo Clube                     | Rio Claro             | 2    | 1979, 2025-                                                             |
| Capivariano                    | Capivari              | 2    | 2015-2016                                                               |
| São Caetano EC                 | São Caetano do Sul    | 2    | 1935-1936                                                               |
| Estudantes de São Paulo        | São Paulo             | 2    | 1935-1936                                                               |
| Humberto I                     | São Paulo             | 2    | 1935-1936                                                               |
| CA Internacional               | Santos                | 2    | 1907-1908                                                               |
| Maranhão                       | São Paulo             | 2    | 1915-1916                                                               |
| Ordem e Progresso              | São Paulo             | 2    | 1935-1936                                                               |
| Primeiro de Maio               | São Bernardo do Campo | 2    | 1927, 1936                                                              |
| Radium                         | Mococa                | 2    | 1951-1952                                                               |
| Rio Preto                      | São José do Rio Preto | 2    | 1974, 2008                                                              |
| Saad                           | São Caetano do Sul    | 2    | 1974-1975                                                               |
| CA Albion                      | São Paulo             | 2    | 1927, 1936                                                              |
| Scottish Wanderers             | São Paulo             | 2    | 1914-1915                                                               |
| União Lapa                     | São Paulo             | 2    | 1916, 1928                                                              |
| Vicentino                      | São Paulo             | 2    | 1915-1916                                                               |
| Alumni                         | São Paulo             | 1    | 1916                                                                    |
| Barra Funda                    | São Paulo             | 1    | 1927                                                                    |
| Britannia                      | São Paulo             | 1    | 1926                                                                    |
| EC Corinthians                 | Presidente Prudente   | 1    | 1960                                                                    |
| Bandeirante                    | Birigui               | 1    | 1987                                                                    |
| Corinthians de São Bernardo    | São Bernardo do Campo | 1    | 1927                                                                    |
| Estudantes Paulista            | São Paulo             | 1    | 1937                                                                    |
| Grêmio Catanduvense            | Catanduva             | 1    | 2012                                                                    |
| Hydecroft                      | Jundiaí               | 1    | 1914                                                                    |
| Ítalo                          | São Paulo             | 1    | 1916                                                                    |
| Jardim América                 | São Paulo             | 1    | 1935                                                                    |
| Libanês                        | São Paulo             | 1    | 1935                                                                    |
| Monte Azul                     | Monte Azul Paulista   | 1    | 2010                                                                    |
| Paysandu                       | São Paulo             | 1    | 1916                                                                    |
| República                      | São Paulo             | 1    | 1927                                                                    |
| Ruggerone                      | São Paulo             | 1    | 1916                                                                    |
| Tremembé                       | São Paulo             | 1    | 1936                                                                    |